# O jazzu a jiné zvířeně
O jazzu a jiné zvířeně (v anglickém originále Jazzy and the Pussycats) je 2. díl 18. řady (celkem 380.) amerického animovaného seriálu Simpsonovi. Scénář napsal Daniel Chun a díl režíroval Steven Dean Moore. V USA měl premiéru dne 17. září 2006 na stanici Fox Broadcasting Company a v Česku byl poprvé vysílán 22. června 2008 na stanici ČT2.

## Děj
V kostele probíhá pohřeb Homerovy manželky Amber z Las Vegas, kterou si vzal v dílu Ať žije Flanders. Bart ztropí neplechu a jeho rodiče ho vezmou za psychiatrem. Ten jim poradí, ať mu koupí bicí soupravu, aby mohl zaměřit svou energii. Bart ale bubnuje i v noci, a tak Homer ani Marge nemohou spát. Líza ho vezme na Jazzovou sešlost do dětského klubu Pohoda, aby si mohli odpočinout. Tam si Barta všimnou dva jazzmeni Tyčka a Kulička a vyzvou ho, aby si s nimi zahrál. Líza je zklamaná, protože to byl její sen. Bartovi dají přezdívku TikTak, protože bicí mu šlapou jako hodiny. Líza si stěžuje, že také chce přezdívku, a oni zvolí Těžká doba, protože to s ní mají těžké. Po týdnu už je Bart známý po celém městě.
Marge chce Lízu rozveselit, a tak ji vezme do útulku, aby si vybrala štěňátko. Tam si vybírá mezi starým, nemocným psem a mladým, hezkým psem. Zvolí si mladého, ale v noci ji ve snu navštíví ten starý. Ona se druhý den vrátí do útulku a vezme si ho také. Navíc si vezme ještě jednoho psa a ptáčka. Cestou domů se k ní přidá mnoho dalších zvířat, včetně cirkusového slona a medvěda. Doma je zavře na půdě. Při večeři dělají zvířata rámus, a tak se jde Líza na půdu podívat. Najde tam Barta s Tyčkou a Kuličkou, jak tam kouří marihuanu. Bartovi se do ruky zakousne tygr a v nemocnici mu doktor Dlaha sdělí, že s bubnováním je konec. Potřeboval by artroskopickou reaktivaci urálního nervu, ale stojí 170 tisíc dolarů. Jazzmani Tyčka a Kulička se rozhodnou uspořádat benefiční koncert, aby vydělali peníze na operaci pro Barta.
Zvířata, která Líza zachránila, chtějí utratit. Bart s ní soucítí a na konci benefičního koncertu vydělané peníze věnuje Líze na stavbu Domova Lízy Simpsonové pro opuštěná zvířata. Líza mu děkuje.

## Kulturní odkazy
Název dílu je hříčkou na motivy fiktivní rockové skupiny Josie and the Pussycats. The White Stripes jsou stylově totožní se svým videoklipem k písni „The Hardest Button to Button“. Skupina Blue Man Group je vidět na pohřbu; když někdo provede dusícímu se členovi kapely heimlichův manévr, začne z něj vypadávat množství kuliček a jeho obličej získá běžnou barvu. Na pohřbu Amber jsou vidět také Gunter a Ernst; Amber a Ginger jsou s nimi viděny na konci dílu Ať žije Flanders a říkají, že „vědí, jak se chovat k ženám“. Scéna, kdy Líza při procházce ulicí hromadí zvířata, je narážkou na úvodní titulky z filmu Quentina Tarantina Gauneři z roku 1992 a je v ní slyšet píseň „Little Green Bag“ od George Bakera. V pořadu Jazzy Goodtimes si hraje Ralph Wiggum s hračkou Corn Popper od Fisher-Price.

## Přijetí
V původním vysílání epizodu sledovalo 8,94 milionu diváků.
Dan Iverson z IGN uvedl, že stejně jako předchozí epizoda byl díl slušný, a chválí dosavadní sílu osmnácté řady. Cameo skupiny The White Stripes označil za vtipné a díl označil za zcela náhodný, začínající smrtí Homerovy manželky Amber z Las Vegas. Epizodě dává konečné hodnocení 7 z 10, podobně jako předchozímu dílu.
V roce 2007 Simon Crerar z The Times zařadil vystoupení The White Stripes mezi třiatřicet nejvtipnějších cameí v historii seriálu.
Andrew Martin z Prefix Mag označil The White Stripes za své sedmé nejoblíbenější hudební hosty v Simpsonových z deseti. Corey Deiterman z Houston Press je zařadil na čtvrté místo z pěti nejhorších hudebních hostů v historii Simpsonových.